# Torgiano
Torgiano és un comune (municipi) de la província de Perusa, a la regió italiana d'Úmbria, situat uns 10 km al sud-est de Perusa. L'1 de gener de 2018 tenia 6.662 habitants.
Torgiano limita amb els municipis de Bastia Umbra, Bettona, Deruta i Perusa.

## Història
Probablement fundada pels etruscs, Torgiano està situat en un turó que domina la confluència dels rius Chiascio i Tíber. En l'època romana es deia "Turris Amnium".

## Llocs d'interès
La part antiga de la ciutat està envoltada en part de muralles medievals. La Torre de Guardia, una torre defensiva del segle xiii, està situada fora de les muralles.
Altres llocs d'interès:
- Església de San Bartolomeo.
- Oratori de Sant Antoni (segle xvi), amb frescos de l'escola de Domenico Alfani.
- Museu del vi.
- Museu de l'oliva i del oli.
- Itinerari del vi i de l'art a Brufa (La Strada del Vino e dell'Arte).
- Brufa, amb les seves escultures.